# Stadsbrand van Schiedam (1428)
De stadsbrand van 1428 behoort tot de grootste branden die Schiedam geteisterd hebben.
Bij deze stadsbrand werd de Grote of Sint-Janskerk vernield. Het herstel werd gebruikt om de kerk uit te breiden, onder andere bouwde men er bij de noorderzijbeuk, de huidige waag. 